# Смит, Иван (футболист)
Иван Смит (исп. Iván Smith; родился 24 марта 1999, Буэнос-Айрес, Аргентина) — аргентинский футболист, полузащитник клуба «Годой-Крус», выступающий на правах аренды за «Барнечею».

## Клубная карьера
Смит — воспитанник клуба «Кильмес». В 2017 году он попал в заявку команды на сезон, но так и не сыграл ни минуты. В начале 2019 года Смит перешёл в «Годой-Крус». 30 марта в матче против «Патронато» он дебютировал в аргентинской Примере. 